# Marianne Glittenberg
Marianne Glittenberg ist eine deutsche Kostümbildnerin, die zumeist mit dem Bühnenbildner Rolf Glittenberg, ihrem Ehemann, zusammen arbeitet.

## Leben und Werk
Glittenberg studierte zunächst Germanistik und Musikwissenschaft. Als sie ihren späteren Ehemann kennenlernte, der damals Bühnen- und Kostümbild studierte, war sie ihm mit Zeichnungen für Kostüme behilflich. Der Regisseur Wilfried Minks erkannte ihr Talent und überredete sie, die Kostüme für seine Inszenierung von Genets Der Balkon am Schauspielhaus Bochum zu entwerfen. Schnell etablierte sich Marianne Glittenberg als eine führende Vertreterin ihres Faches, wurde ans Schauspielhaus Köln, ans Deutsche Schauspielhaus Hamburg und ans Thalia Theater Hamburg, ans Schauspielhaus Zürich und das Théâtre Vidy-Lausanne, sowie zu den Wiener Festwochen eingeladen. Sie arbeitete vorerst überwiegend mit den Regisseuren Luc Bondy, Jürgen Flimm und Klaus Michael Grüber, aber auch mit George Tabori und Hans Neuenfels, sowie in der Oper mit Götz Friedrich.

### Salzburger Festspiele
Ein besonderes Naheverhältnis haben die Glittenbergs zu Österreich und zu Zürich. Bei den Salzburger Festspielen debütierten sie 1987 und 1989 in zwei Jürgen-Flimm-Inszenierungen von Wiener Volkskomödien: Ferdinand Raimunds Der Bauer als Millionär und Johann Nestroys Das Mädl aus der Vorstadt. Es folgten – jeweils als Duo – 1991 Die Zauberflöte, inszeniert von Johannes Schaaf, und 1992 Die Frau ohne Schatten, inszeniert von Götz Friedrich. Beide Produktionen wurden von Sir Georg Solti dirigiert. 1993 brachten die Glittenbergs – mit Jürgen Flimm als Regisseur und Nikolaus Harnoncourt als Dirigent – Monteverdis L’incoronazione di Poppea auf die Bühne des Großen Festspielhauses, eine Salzburger Festspielerstaufführung. 1999 kehrte Marianne Glittenberg nach Salzburg zurück – für eine Neuinszenierung des Don Giovanni im Großen Festspielhaus mit dem Dirigenten Lorin Maazel, dem Regisseur Luca Ronconi und der Bühnenbildnerin Margherita Palli.
2012 übernahm Alexander Pereira die Intendanz der Salzburger Festspiele. Sven-Eric Bechtolf wurde zum Schauspieldirektor ernannt, sollte dort aber ausschließlich Opern inszenieren. Gemeinsam mit Rolf und Marianne Glittenberg erarbeitete er 2012 die Urfassung von Hofmannsthal/Strauss’ Ariadne auf Naxos, mit Daniel Harding am Pult, und zu dritt begannen sie 2013 mit Così fan tutte einen neuen Da-Ponte-Zyklus, diesmal mit Christoph Eschenbach als Dirigenten. 2014 folgte der Don Giovanni.

### Staatsoper Wien
Im April 1991 – in der letzten Spielzeit des Intendanten Claus Helmut Drese – debütierten die Glittenbergs mit Schrekers Der ferne Klang an der Wiener Staatsoper, es inszenierte Jürgen Flimm, es dirigierte Gerd Albrecht. Eine intensive Zusammenarbeit des Trios Bechtolf-Glittenberg-Glittenberg ergab sich mit der Staatsoper unter dem Intendanten Ioan Holender: Einer exemplarischen 2006er Arabella von Hugo von Hofmannsthal und Richard Strauss folgte ab 2007 schließlich der gesamte Ring des Nibelungen von Richard Wagner. Der Dirigent war – sowohl bei Arabella, als auch beim Ring – Franz Welser-Möst, der ab 2010 als Generalmusikdirektor der Staatsoper verpflichtet wurde. Seine erste Premiere galt Hindemiths Cardillac, es inszenierte wiederum Bechtolf in der Ausstattung der Glittenbergs.
Bühnenbild und Kostüme der Salzburger Ariadne wurden im November 2012 von der Wiener Staatsoper übernommen, dort allerdings nicht für die Urauffassung, sondern für die durchkomponierte Version (ohne Molières Der Bürger als Edelmann). Wiederum inszenierte Bechtolf, wiederum dirigierte Welser-Möst. Am Haus am Ring erarbeiteten Bechtolf und die Glittenbergs im Januar 2013 auch noch eine beschwingte Cenerentola. Im Juni 2014 gestaltete Marianne Glittenberg die Kostüme für Otto Schenks Rusalka-Inszenierung. Alle genannten Inszenierungen befinden sich nach wie vor im Repertoire der Wiener Staatsoper. 2015 waren die Glittenbergs gemeinsam mit dem Regisseur Uwe-Eric Laufenberg für eine Neuproduktion der Elektra von Hugo von Hofmannsthal und Richard Strauss verantwortlich.

### Opernhaus Zürich
Als Stammgäste des Opernhauses Zürich während der Direktion des Österreichers Alexander Pereira entwarfen die Glittenbergs Bühnenbilder und Kostüme für folgende Zürcher Produktionen: Lulu (2000), Otello (2001), Die tote Stadt (2003), Fidelio, Der Rosenkavalier und Pelléas et Mélisande (alle 2004), zwischen 2006 und 2009 für die drei Da-Ponte-Opern Mozarts, dirigiert von Franz Welser-Möst, sowie schließlich die Salome (2010). Mit Ausnahme des Fidelio (einer Jürgen-Flimm-Inszenierung) führte bei allen Zürcher Produktionen Sven-Eric Bechtolf Regie, die Lulu war seine erste Operninszenierung.
Die Zusammenarbeit der Glittenbergs mit Sven-Eric Bechtolf erstreckte sich auch auf das Hamburger Thalia Theater und das Wiener Burgtheater, wo sie zu dritt mehrere Schauspielproduktionen verantworteten, sowie auf die Deutsche Oper Berlin, an der sie 2002 Les Contes d’Hoffmann herausbrachten.

## Arbeitsbeispiele

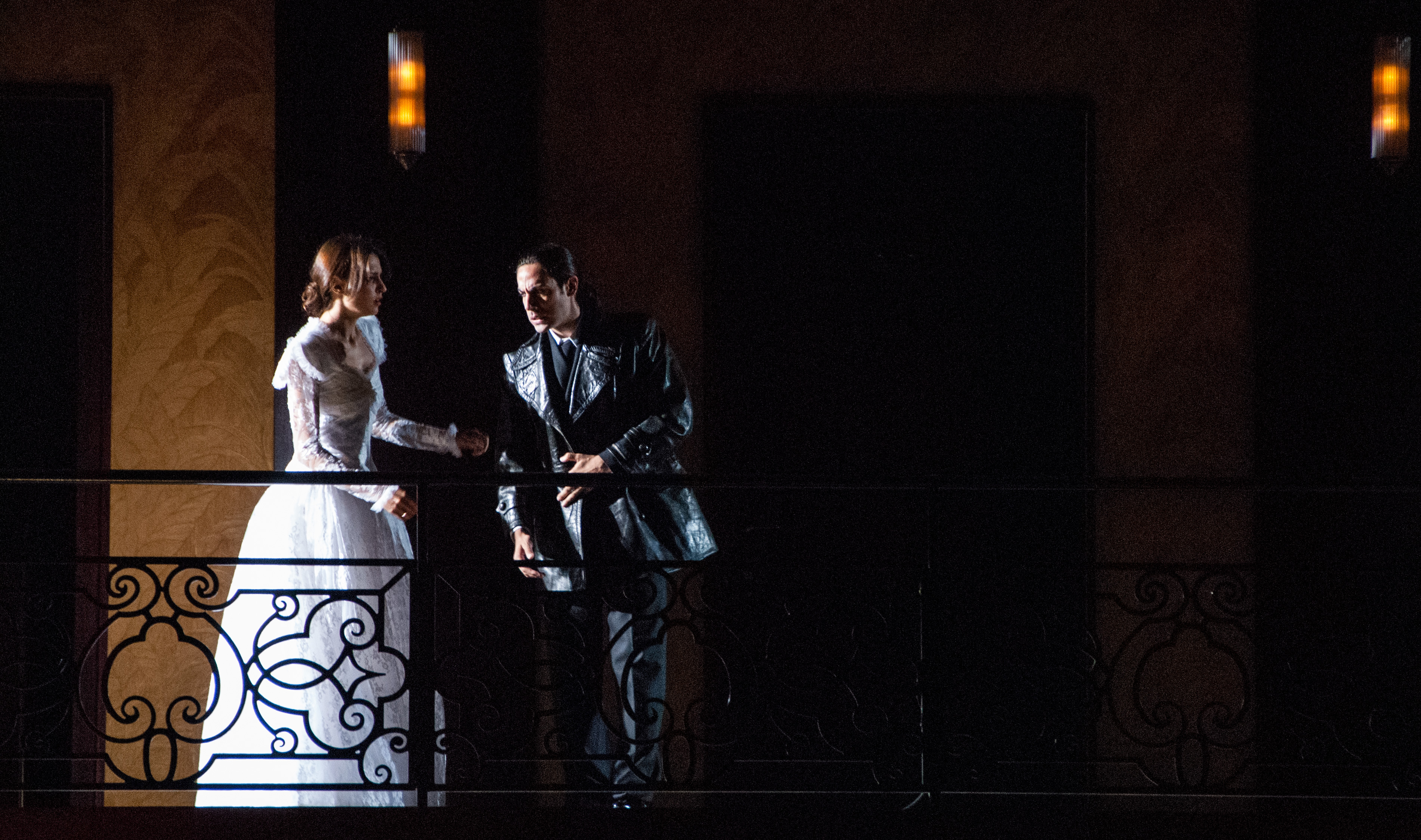
Don Giovanni Salzburger Festspiele
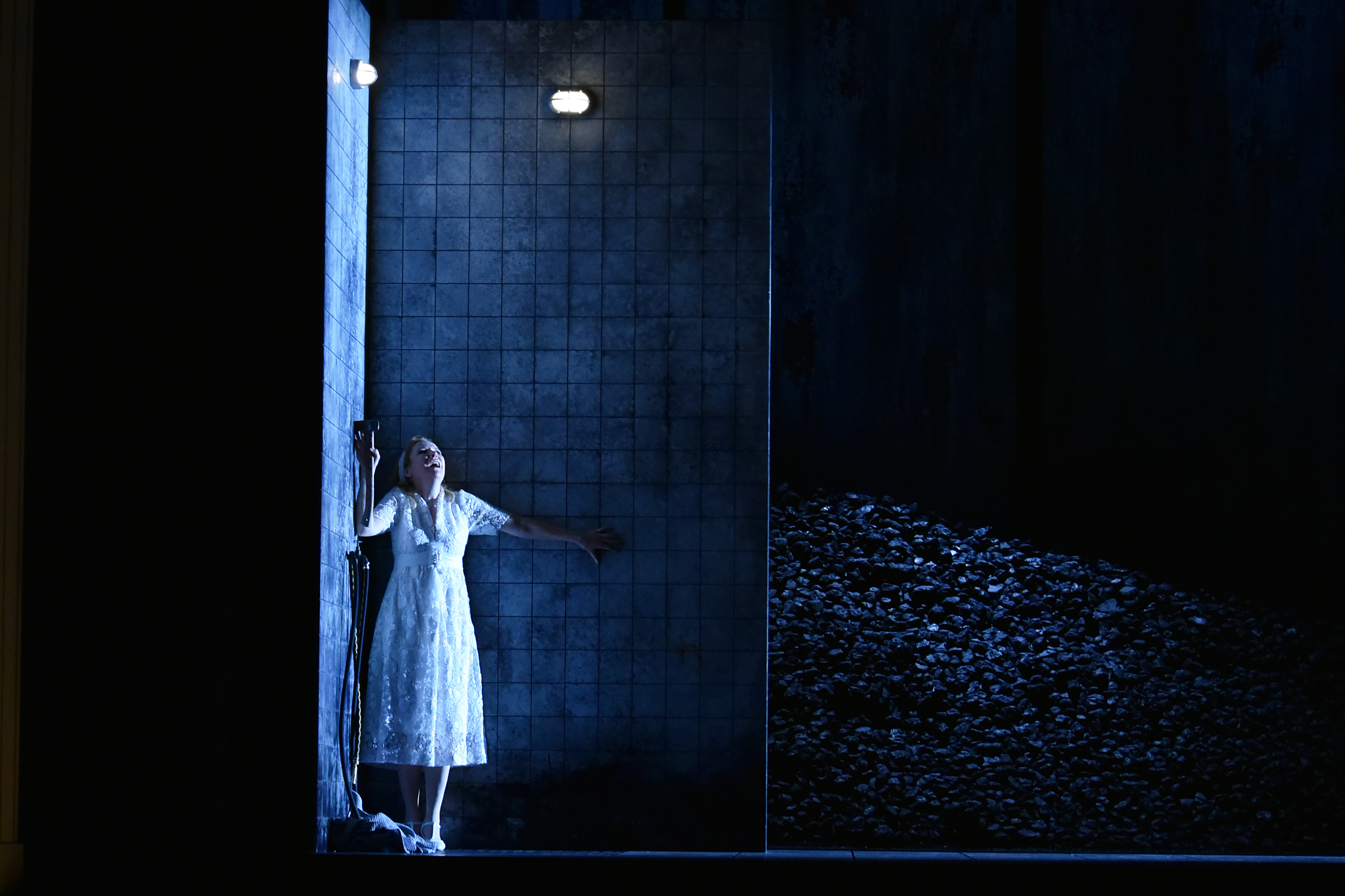
Elektra Wiener Staatsoper

## Stil
Über ihre Arbeit berichtet Marianne Glittenberg in der Neuen Zürcher Zeitung: „Im Schauspiel gibt es Stücke, die in einem so alltäglichen Milieu spielen, dass ein Röckchen, eine billige Strickjacke das Richtige ist. Aber was mich und meine Arbeit betrifft, möchte ich auf der Bühne nicht dieselben Menschen sehen wie auf der Strasse, eine gewisse Überhöhung gehört für mich zum Theater. Ich will nicht primär Leute bekleiden, sondern ein Kostümbild schaffen wie ein Bühnenbild, das als Ganzes zur Interpretation des Stückes beiträgt.“

## Nachweise
1. ↑  Marianne Zegler-Vogt: Wie klingende Räume entstehen, Werkstattgespräch mit dem Ausstatterpaar Rolf und Marianne Glittenberg, NZZ, 8. November 2004